# Vitalij Boejalskyj
Vitalij Kazymyrovytsj Boejalskyj (Віта́лій Казими́рович Буя́льський, Kalynivka, 6 januari 1993) is een Oekraïens voetballer die bij voorkeur als centrale middenvelder speelt. Hij tekende in 2013 een contract bij Dynamo Kiev. Boejalskyj debuteerde in 2017 in het Oekraïens voetbalelftal.

## Clubcarrière
Boejalskyj werd geboren in Kalynivka en speelde in de jeugd voor RVUFK Kyiv. In 2010 ging hij in het tweede elftal van Dynamo Kiev spelen. Op 26 mei 2013 debuteerde hij in de Oekraïense competitie tegen Metaloerh Zaporizja.
 Tijdens het seizoen 2013/14 werd de middenvelder uitgeleend aan Hoverla Oezjhorod. Op 1 maart 2015 maakte hij zijn eerste competitietreffer tegen Metalist Charkov. Enkele dagen eerder scoorde Boejalskyj reeds Europees tegen EA Guingamp in de UEFA Europa League.

## Interlandcarrière
Boejalskyj kwam reeds uit in diverse nationale jeugdelftallen. In 2013 debuteerde hij voor Oekraïne –21.